# ایری سوزوکی
ایری سوزوکی (انگلیسی: Airi Suzuki؛ زادهٔ ۱۲ آوریل ۱۹۹۴) خواننده، بازیگر، مدل، و بازیگر خردسال اهل ژاپن است.